# 呂大圭
呂大圭（1227年—1275年），字圭叔，號朴鄉。南宋泉州南安（今福建南安東）人。
師從楊昭復，淳祐七年（1247年）進士。历任赣州提举司干官、袁州通判、福州通判、尚书吏部员外郎。官至朝散大夫。德祐初年（1275年），为漳州知州，這時蒲寿庚與田真子已降元。大圭逃入海，蒲壽庚派人追殺。邱葵悲痛作《哭呂樸卿詩》：“甘為南地鬼，不作北朝臣”。著有《春秋集传》、《春秋或问》、《三阳讲义》等。